# Brånntorpasjön
Brånntorpasjön är en sjö i Örebro kommun i Närke och ingår i Nyköpingsåns huvudavrinningsområde. Sjöns area är 0,045 kvadratkilometer och den är belägen 74 meter över havet.